# Mark (grens)
Mark is in het Oudnederlands marka en het Middelnederlands ma(e)rke, merke en betekent dan grens.
Deze betekenis vinden we nu nog terug in de toponymie. Zo loopt de kleine Markbeek (voornaamste bijbeek van Dender; oorsprong: gemeente Mark, monding: Geraardsbergen) volgens de ene auteur op de grens tussen Romaans en Diets taalgebied; volgens de andere vormt zij de grens tussen Herne- en Markgebied; volgens een derde als grens tussen Brabant en Henegouwen.